# Cheilanthes depauperata
Cheilanthes depauperata är en kantbräkenväxtart som beskrevs av Bak. Cheilanthes depauperata ingår i släktet Cheilanthes och familjen Pteridaceae. Inga underarter finns listade.